# Sulphur (Louisiana)
Sulphur is een plaats (city) in de Amerikaanse staat Louisiana, en valt bestuurlijk gezien onder Calcasieu Parish. Sulphur is een voorstad van Lake Charles.
De plaats is genoemd naar de zwavelmijnen die hier rond 1900 werden geopend. De Duitse immigrant Herman Frasch ontwikkelde hier een methode om de zwavel te delven met behulp van stoom. Later werd de petrochemie de belangrijkste economische activiteit.

## Demografie
Bij de volkstelling in 2000 werd het aantal inwoners vastgesteld op 20.512.
In 2006 is het aantal inwoners door het United States Census Bureau geschat op 19.512, een daling van 1000 (-4,9%).

## Geografie
Volgens het United States Census Bureau beslaat de plaats een oppervlakte van
26,0 km², geheel bestaande uit land. Sulphur ligt op ongeveer 2 m boven zeeniveau.

## Plaatsen in de nabije omgeving
De onderstaande figuur toont nabijgelegen plaatsen in een straal van 20 km rond Sulphur.